# Поздняков, Лев Константинович
Лев Константинович Поздняков (1912 — 17 июня 1990) — советский лесовод, биогеоценолог, эколог, организатор отрасли, доктор сельскохозяйственных наук, профессор. Заслуженный ветеран Сибирского отделения АН СССР, известный исследователь лесов на мерзлоте.

## Биография
Родился 28 мая 1912 года в г. Борисоглебске Воронежской губернии в семье земского участкового агронома.
В самом начале 1937 года окончил лесохозяйственный факультет Ленинградской лесотехнической академии, получив диплом инженера-лесохозяйственника I степени, после чего отправился на постоянную работу в Якутию.
В 1937—1947 работал на предприятиях лесных отраслей в Якутской АССР, активно занимаясь организацией отрасли. В 1940—1946 занимался изучением лесов верхнего и среднего течения реки Яны и её бассейнов.
В 1947 был приглашён академиком В. Н. Сукачёвым на работу в Институт леса АН СССР (позже Институт леса и древесины СО АН СССР).
В 1950—1955 участвовал в Якутской комплексной экспедиции СОПС АН СССР, возглавляя лесной отряд, изучавший леса южной и центральной частей Якутии.
С 1959 — заведующий лабораторией лесной гидрологии и климатологии в Институте леса и древесины им. В. Н. Сукачева.
Область научных исследований: изучение особенностей формирования и строения древостоев различных пород, прежде всего лиственницы даурской.
Результаты ботанико-географических исследований лесов различных районов Якутской АССР были опубликованы в ряде монографий. В своих работах обосновал необходимость развития нового научного направления — лесного ресурсоведения.
Входил в состав редколлегий академических журналов «Лесоведение» и «Растительные ресурсы».
Автор около 100 научных публикаций, в том числе 10 книг. Не избегал написания статей и для популярных изданий («Лес и человек. Научно-популярный ежегодник о лесе и его роли в нашей жизни»), в которых знакомил читателей с особенностями северных лесов.
Лев Константинович Поздняков умер 17 июня 1990 года

## Награды и премии
- Орден Трудового Красного Знамени
- Золотая медаль имени Г. Ф. Морозова (1989)
- Звание «Заслуженный ветеран СО АН СССР»

## Основные публикации
- Поздняков Л. К. Сортиментные таблицы для даурской лиственницы. М., 1955.
- Поздняков Л. К., Гортинский В. И. Леса и лесные ресурсы Южной Якутии / Л. К. Поздняков, В. И. Гортинский; Акад. наук СССР. Совет по изучению производит. сил. Ин-т леса. — М.: Изд-во Акад. наук СССР, 1960. — 120 с.
- Поздняков Л. К. Лиственничные и сосновые леса Верхнего Алдана / Акад. наук СССР. Сиб. отд-ние. Ин-т леса и древесины. — М.: Изд-во Акад. наук СССР, 1961. — 176 с.
- Поздняков Л. К. Гидроклиматический режим лиственничных лесов Центральной Якутии / Акад. наук СССР. Сиб. отд-ние. Ин-т леса и древесины. — М.: Изд-во Акад. наук СССР, 1963. — 146 с.
- Поздняков Л. К. Леса Якутской АССР // Леса СССР. Т. 4. - М.: Наука, 1969. - С. 469-537.
- Поздняков Л. К. и др. Биологическая продуктивность лесов Средней Сибири и Якутии / Л. К. Поздняков, В. В. Протопопов, В. М. Горбатенко; АН СССР. Сиб. отд-ние. Ин-т леса и древесины им. В. Н. Сукачева. АН СССР. Советский Нац. Ком. по проведению Междунар. биол. программы. — Красноярск: Кн. изд-во, 1969. — 155 с.
- Поздняков Л. К. Лесное ресурсоведение / Отв. ред. акад. А. Б. Жуков; АН СССР. Сиб. отд-ние. Ин-т леса и древесины им. В. Н. Сукачева. — Новосибирск: Наука, Сиб. отд-ние, 1973. — 120 с.
- Поздняков Л. К. Даурская лиственница / АН СССР. Сиб. отд-ние. Ин-т леса и древесины им. В. Н. Сукачева. — М.: Наука, 1975. — 312 с.
- Поздняков Л. К. и др. Толокнянка в лесах Якутии и Средней Сибири / Л. К. Поздняков, В. Ф. Мухина, В. М. Вершняк; Отв. ред. И. Ю. Коропачинскнй. — Новосибирск: Наука, Сиб. отд-ние, 1978. — 72 с. — 1000 экз.
- Поздняков Л. К. Лес на вечной мерзлоте. — Новосибирск: Наука, Сиб. отд-ние, 1983. — 96 с. — (Человек и окружающая среда). — 9400 экз.
- Поздняков Л. К. Мерзлотное лесоведение / Отв. ред. Е. С. Петренко; АН СССР, Сиб. отд-ние, Ин-т леса и древесины им. В. Н. Сукачева. — Новосибирск: Наука, Сиб. отд-ние, 1986. — 192 с.

Кандидатская и докторская диссертации
- Поздняков Л. К. Леса бассейна среднего течения реки Яны в лесохозяйственном отношении : Автореферат дис. на соискание ученой степени кандидата сельскохозяйственных наук / Л. К. Поздняков ; Ин-т леса Акад. наук СССР. - Москва : [б. и.], 1949. - 14 с.
- Поздняков Л. К. Лиственничные леса Якутии (эколого-лесоводственная характеристика и научное обоснование некоторых лесохозяйственных мероприятий). Автореф. дис. … докт. наук. - Красноярск, 1963. 44 с.

Избранные статьи
- Поздняков Л.К. Леса верхнего течения Яны // Соц. строительство. Якутск, 1941. - № 3. - С. 56-67.
- Поздняков Л.К. О ходе роста даурской лиственницы Верхоянского района Якутской АССР / Докл. АН СССР, 1948. - Т. 60.-№2.-С. 301-304.
- Поздняков Л.К. Естественное возобновление даурской лиственницы а бассейне реки Яны // Тр. ин-та леса АН СССР, 1958. -Т. 37.-С. 95-107.
- Поздняков Л.К. Леса верхнего течения Яны // Материалы о лесах Якутии: Труды института биологии. Вып. VII. М.: Изд-во АН СССР, Якутский филиал СО АН СССР. 1961. С. 161–242.
- Поздняков Л.К. Влияние беглых низовых пожаров на режим влажности и температуру почвы / Л.К. Поздняков // Лесное хозяйство.- 1963.-№4. -С. 62-63.
- Поздняков Л.К. Элементы биологической продуктивности светлохвойных лесов Якутии // Лесоведение. 1967. -№6. -С. 36-42.
- Поздняков Л.К. Таблицы для определения объёмов стволов. Лиственница. Якутская АССР / Л.К. Поздняков // Справочное пособие по таксации лесов Сибири. T. I. - Красноярск: СТИ, 1975. - С. 100-101.

Ответственный редактор
- Петренко И. А. Макро-и микромицеты лесов Якутии / Отв. ред. Л. К. Поздняков; АН СССР, Сиб. отд-ние, Ин-т леса и древесины им. В. Н. Сукачева. — Новосибирск: Наука, Сиб. отд-ние, 1978. — 136 с.